# Общество изучения русской усадьбы
Общество изучения русской усадьбы (ОИРУ) — российское незарегистрированное историко-просветительское объединение краеведов-любителей и профессиональных искусствоведов, занимающихся изучением, описанием и пропагандой культуры старинной российской усадьбы (в том числе городской). Основано в 1922, ликвидировано в 1930, восстановлено в 1992.

## ОИРУ в 1922—1930

### История
Первое ОИРУ было основано 22 декабря 1922 года искусствоведами, озабоченными неминуемым разрушением национализированных дворянских усадеб. В. В. Згура, основатель ОИРУ, и его единомышленники поставили цель — зафиксировать сохранившееся культурное наследие дворянских усадеб, пока они ещё стоят на земле.
19 февраля 1923 г. Устав общества был утверждён Главнаукой, а 26 апреля — НКВД; новый Устав был утверждён НКВД 4 мая 1926 года.
Правление общества переизбиралось на ежегодных собраниях. Первым председателем общества стал В. В. Згура, занимавший этот пост до своей гибели 17 сентября 1927 года. В сентябре 1927 г. председателями был избран А. Н. Греч, в 1930 г. его сменил А. В. Григорьев. В правление в разные годы входили И. В. Евдокимов, А. Н. Греч, С. А. Торопов, Б. П. Денике, А. Н. Тришевский, Ю. А. Бахрушин, И. М. Картавцов, Г. В. Жидков, В. М. Лобанов, Г. А. Новицкий, А. А. Устинов, Н. И. Брунов.
В составе ОИРУ первоначально были организованы три комиссии: экскурсионная, библиографическая, картографическая; в 1925 году дополнительно были созданы фотографическая и издательская комиссии, в 1928 г. — комиссия по изучению памятников усадебной архитектуры московских городских окраин, в 1929 — по изучению современной крестьянской усадьбы.
Членами общества на конец 1924 года был 81 человек, на 1 января 1926 года — 127 (по другому источнику — 97), в январе 1929 г. — 99, на конец 1929 г. — 97 человек. Бо́льшую часть членов ОИРУ составляли москвичи, но были также участники в Ленинграде, Смоленске, Тамбове, Рязани и Казани.
Постановление НКВД РСФСР «О ликвидации Общества изучения русской усадьбы» было принято 20 августа 1930 года по причине того, что Общество осуществляло «свои задачи вне всякой связи с задачами социалистического переустройства».

### Деятельность
ОИРУ впервые развернуло систематическое и комплексное исследование «дворянских гнезд» и внесло значительный вклад в изучение русской культуры XVIII—XIX вв. Начиная с 1923, участники ОИРУ производили и публиковали исследования и обмеры важнейших памятников усадебной архитектуры (Кусково, Останкино и др.). Участники ОИРУ публиковались в журналах «Среди коллекционеров», «Подмосковные музеи». 
С 1927 издавался «Сборник Общества изучения русской усадьбы» (вышло 8 выпусков в 1927 г., 6 в 1928 году, и последний выпуск — 7—8 за 1928 г. — в 1929 году тиражами от 375 до 600 экземпляров). Члены общества подготовили серию путеводителей «Подмосковные музеи» (М., Л., 1925), путеводитель-справочник «Музеи и достопримечательности Москвы» (1926), в 1928 г.  Картографическая комиссия ОИРУ выпустила работу «Памятники усадебного искусства. Московский уезд», где были кратко описаны 163 усадьбы. 
Ежегодно общество проводило летние и зимние экскурсии, как с целью обследования объектов, так и по заказам организаций. Проводились открытые заседания общества, музыкальные вечера, общество участвовало в подготовке тематических выставок. Осенью 1926 года с целью подготовки специалистов при ОИРУ открылись двухгодичные Историко-художественные курсы. 
В конце 1920-х гг. деятельность ОИРУ заметно угасла в связи с изменением общественно-политической обстановки в стране и прекратилась в 1930 г.

## Современное ОИРУ
Общество было воссоздано искусствоведами, историками, краеведами (в начале — московскими) в 1992 году. Оно объединяет сотни людей (в том числе и известных ученых, архитекторов, искусствоведов, реставраторов, краеведов) в разных регионах страны, ведёт мониторинг состояния усадебного наследия, ежемесячные заседания. Заседания ОИРУ проводятся каждый месяц, за исключением летнего периода. Вход на них свободный. Ежегодно проводятся научные конференции ОИРУ, материалы которых публикуются в сборниках «Русская усадьба». В них же публикуется и хроника деятельности общества. Редактор-составитель сборников — заместитель председателя правления ОИРУ доктор искусствоведения М. В. Нащокина. На всех сборниках стоит логотип ОИРУ, все они формируются из научных статей членов ОИРУ. В 2005 году сборники ОИРУ «Русская усадьба» были удостоены премии журнала «Наше наследие» имени Александра Блока, присуждаемой за лучшее нехудожественное произведение (публикацию), посвященное историко-культурному наследию России. К концу 2015 г. издано 20 сборников «Русская усадьба».
На сайте и в своих социальных сетях ОИРУ рассказывает о мире русской усадьбы, и о деятельности ОИРУ, публикуя информацию по истории усадеб и их владельцев, сведения о разнообразных аспектах культуры русской усадьбы, рассказы об садах и парках усадеб, культурных ландшафтах, удачных и неудачных опытах посещения усадеб, охранных территориях, о научных исследованиях и мероприятиях по данной проблематике, о новых, старых и готовящихся к печати изданиях, касающихся тематики русской усадьбы, информация о современном состоянии памятников усадебной архитектуры, в том числе и о фактах их гибели («хроника вандализмов») и т. д. Также членами ОИРУ организовано сообщество в живом журнале «Архитектурное наследие», посвященное архитектурному наследию России и стран СНГ. Помимо исследовательских выездов на места, ОИРУ проводит экскурсии для своих членов и любителей архитектуры — как по известным усадьбам Москвы и Подмосковья, так и выездные — по России и памятникам архитектуры ближнего зарубежья. Экспедиционные поездки ОИРУ на сегодняшний день превратились в масштабный проект по обследованию архитектурного наследия регионов России и ближнего зарубежья.
ОИРУ много лет базировалось в Москве в здании РНИИ культурного и природного наследия имени Д. С. Лихачёва (улица Космонавтов, дом 2). В настоящее время регулярные Открытие заседания Общества проходят в лектории Музея архитектуры имени А. В. Щусева. Деятельностью ОИРУ руководит выборное правление. Первым председателем правления возрожденного ОИРУ был искусствовед В. П. Выголов (1929—1995), затем его сменила доктор исторических наук Л. В. Иванова (1928—1999), ныне этот пост занимает Ю. А. Веденин (директор НИИ имени Лихачёва), заместитель председателя правления ОИРУ — искусствовед М. В. Нащокина. В правление ОИРУ входят:  Г. Д. Злочевский, Л. А. Перфильева, А. В. Чекмарёв,  А. В. Слёзкин и другие крупные специалисты в области изучения усадебного наследия. В правлении и в активном участии деятельности ОИРУ принимали участие: Т. П. Каждан (1918—2009), Е. И. Кириченко (1931—2021), М. Ю. Коробко. ОИРУ не имеет государственной регистрации, (недоступная ссылка с 10-09-2018 [2501 день]) но, несмотря на это, пользуется заслуженным авторитетом в научной среде, к специалистам ОИРУ прислушиваются в регионах, общество неоднократно способствовало положительным изменениям в судьбе отдельных памятников. Материалы мониторинга публикуются в регулярной рубрике серийного сборника «Хроника вандализмов», и входят в плановую научную работу НИИ теории и истории архитектуры и градостроительства РААСН и являются частью итогового доклада Академии в Правительство РФ.
В настоящее время ежегодно издаваемый ОИРУ сборник «Русская усадьба» выходит под грифом Научно-исследовательского института теории и истории искусства при Российской Академии художеств.